# Triacanthidae
Triacanthidae é uma família de peixes da ordem Tetraodontiformes.

## Gêneros
- Acanthopleurus†
- Pseudotriacanthus
- Triacanthus
- Trixiphichthys
- Tripodichthys